# Ithaca (Wisconsin)
Pour les articles homonymes, voir Ithaca.
 (mai 2023).
Si vous disposez d'ouvrages ou d'articles de référence ou si vous connaissez des sites web de qualité traitant du thème abordé ici, merci de compléter l'article en donnant les références utiles à sa vérifiabilité et en les liant à la section « Notes et références ».
Ithaca est un village des États-Unis situé dans le Sud-Ouest de l'État du Wisconsin, dans le comté de Richland.